# Jumper (film)
Jumper – amerykańsko-kanadyjski film science-fiction z 2008 roku, oparty częściowo na powieści Stevena Goulda pod tym samym tytułem. Główne role zagrali Hayden Christensen, Jamie Bell, Rachel Bilson i Samuel L. Jackson. Zdjęcia kręcono m.in. w Toronto, Ann Arbor, Tijuanie, Rzymie, Gizie i Tokio.

## Fabuła
Film opowiada o nastoletnim Davidzie Rice, który odkrywa, że posiada zdolność teleportacji. Próbując ocalić zabawkę, którą podarował koleżance, wchodzi na lód, który załamuje się pod jego ciężarem. Tracąc resztki nadziei, chłopak niespodziewanie teleportuje się do biblioteki w innym mieście. Wykorzystując odkrytą umiejętność, pozoruje śmierć, opuszcza ojca i rozpoczyna nowe życie, rozpoczynając realizację swoich marzeń. Co jakiś czas zuchwale rabując banki i żyjąc ponad stan, zwraca na siebie uwagę Paladynów – członków organizacji, która od wielu wieków wyłapuje i likwiduje jumperów takich jak on.

## Obsada
Źródło: Filmweb
- Hayden Christensen – David Rice
- Jamie Bell – Griffin
- Samuel L. Jackson – Roland
- Rachel Bilson – Millie Harris
- Michael Rooker – William Rice
- Diane Lane – Mary Rice
- AnnaSophia Robb – Młoda Millie
- Max Thieriot – Młody David
- Jesse James – Młody Mark
- Tom Hulce – Pan Bowker

i inni.